# Naturerlebnisraum Itzequelle

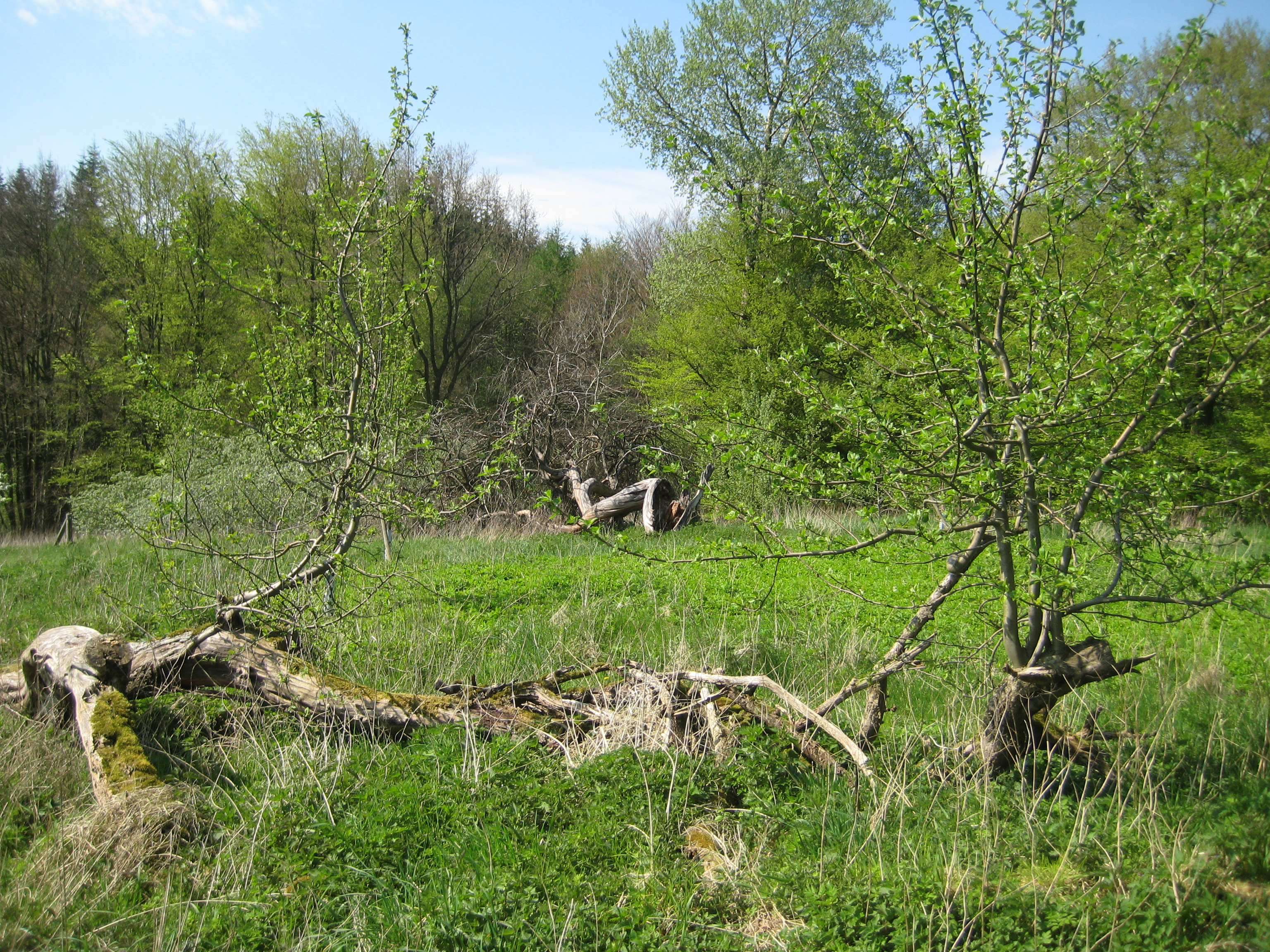
Der Naturerlebnisraum im Mai 2012

Der Naturerlebnisraum Itzequelle (NER Itzequelle) ist einer von zwei Naturerlebnisräumen im Kreis Steinburg, Schleswig-Holstein.
Der Naturerlebnisraum ist ein ca. vier Hektar großes Gebiet, das zu drei Vierteln im Eigentum der Stadt Itzehoe und zu einem Viertel im Eigentum des Adeligen Klosters Itzehoe steht. Er wurde im Jahr 2002 offiziell vom Land Schleswig-Holstein anerkannt und ist nach dem 1997 anerkannten Naturerlebnisraum Rensinger See in Kellinghusen der zweite Naturerlebnisraum im Kreis Steinburg. Benannt wurde er nach der nicht amtlichen Bezeichnung Itze für den Mühlenbach, der im Grenzgebiet des Naturerlebnisraums an der Westseite der Wiese entlang des Waldrandes abfließt. Auf dem Gebiet wurde auch ein vom Bach durchflossener Teich angelegt. Heimisch ist dort der Eisvogel, und auch für den Grünspecht bestehen in dem Gebiet gute Lebensbedingungen.

## Bilder (Mai 2012)

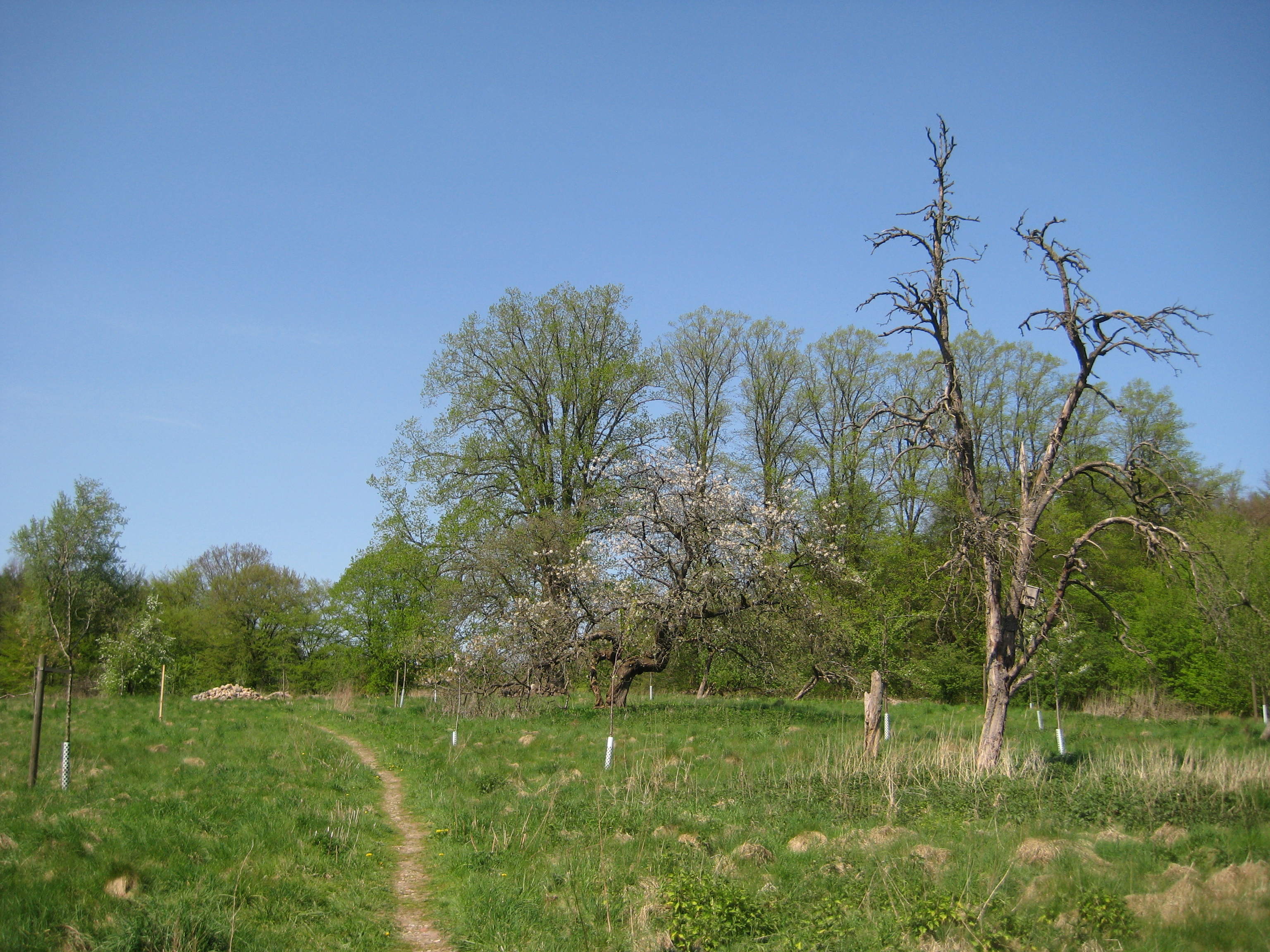
Blick auf den Hang
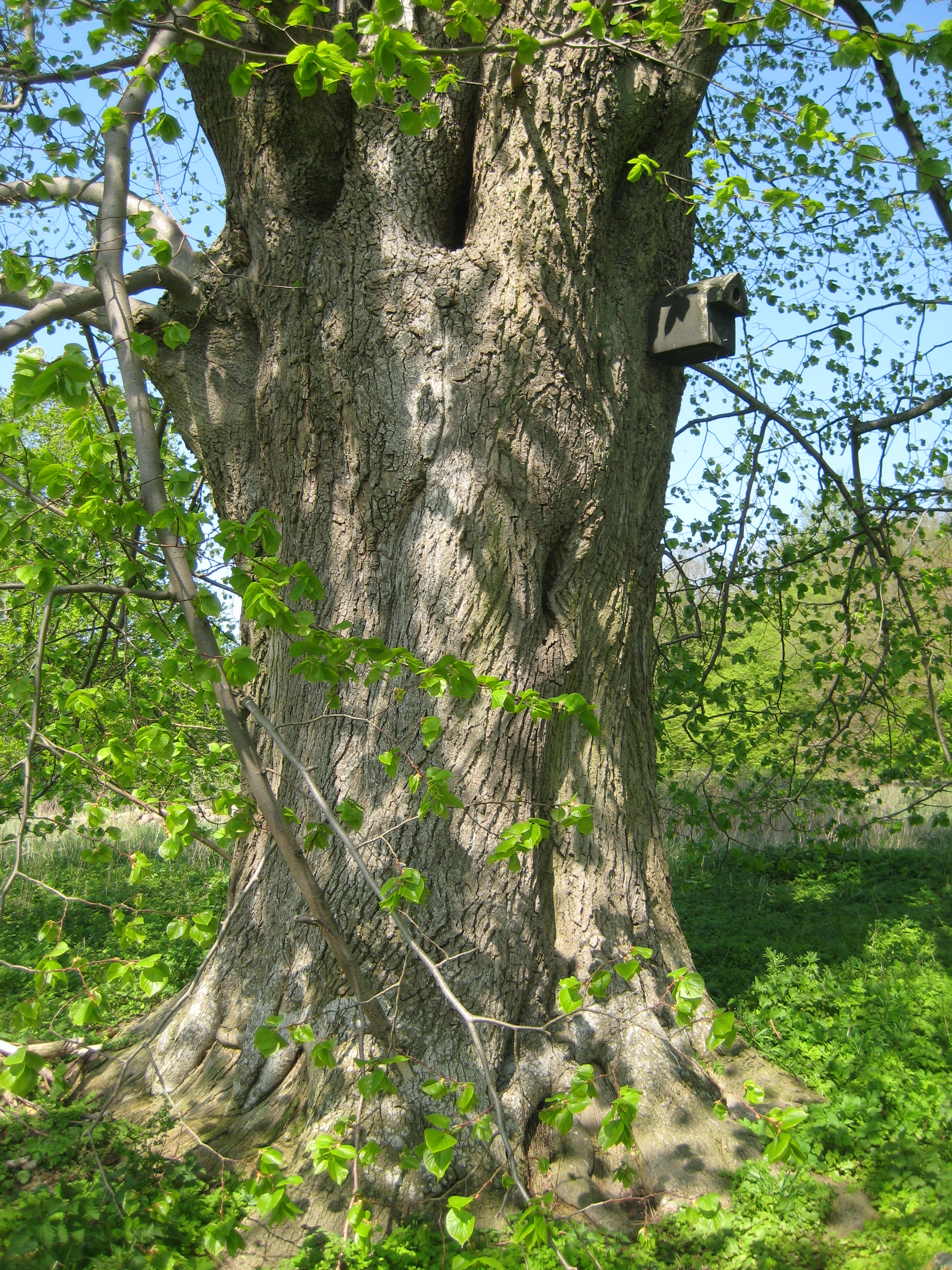
Eine alte Linde
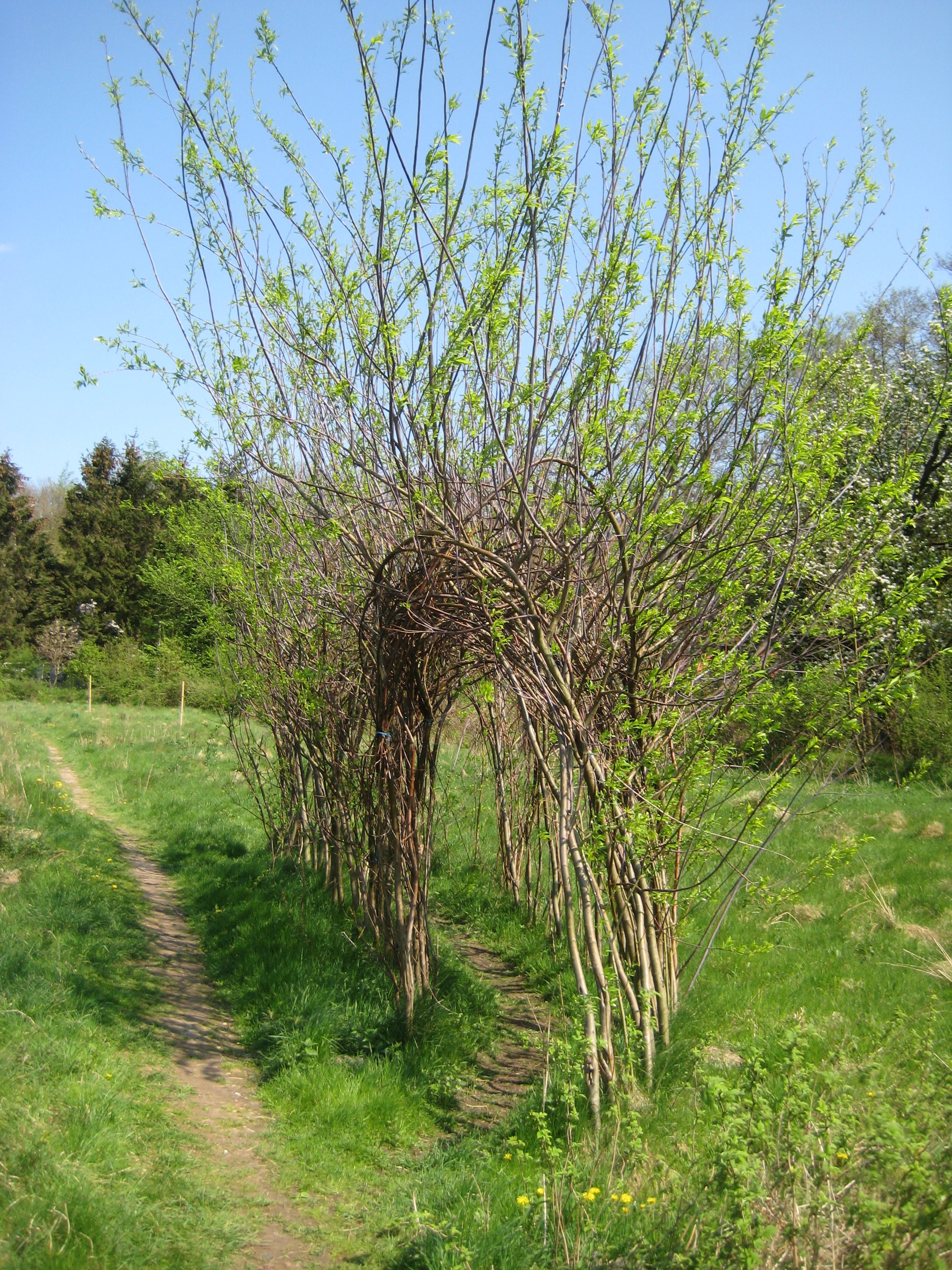
Der gepflanzte Weidengang
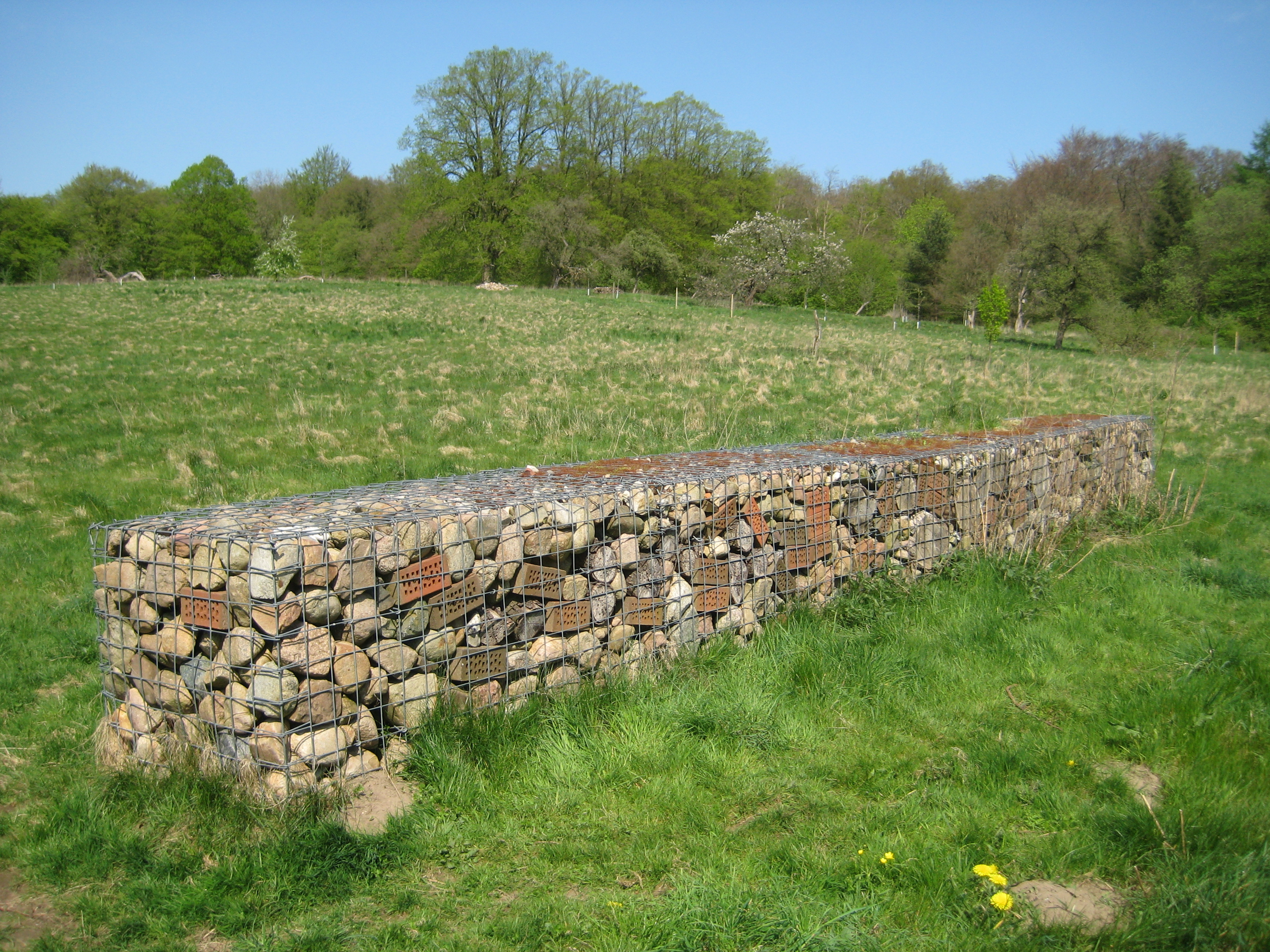
Insektenhotel